# Галеотти, Марк
Марк Галео́тти (англ. Mark Galeotti; род. 1965) — британский политолог, старший научный сотрудник Института международных отношений в Праге, бывший профессор Центра международных отношений Нью-Йоркского университета. Специализируется по вопросам международной преступности и проблемам безопасности, связанным с Россией.
Специалист по российским спецслужбам, эксперт Европейского совета по международным отношениям.

## Биография
Родился в Великобритании. Получил образование в частной школе Тиффин, колледже Робинсона Кембриджского Университета и затем в Лондонской школе экономики. В 1991 году защитил докторскую диссертацию на тему о влиянии афганской войны на СССР под руководством Доминика Ливена. С этого времени Галеотти удалось завязать контакты с кадровыми сотрудниками и ветеранами ГРУ. В течение последующих более чем 20 лет Галеотти регулярно общается со знакомыми, работающими в российских спецслужбах, либо тесно связанными с разведывательным сообществом РФ. При этих контактах, по его словам, не требуя от собеседников раскрывать никаких секретов. Значительную часть интересующей его информации о российских спецслужбах и их деятельности на Западе Галеотти черпает в российских СМИ — главным образом, в печатной прессе и на сетевых ресурсах.
- 2016-, старший научный сотрудник Института международных отношений в Праге[источник не указан 2963 дня];
- 2007—2016, профессор Центра международных отношений Нью-Йоркского университета;
- Глава исторического факультета Кильского университета[9];
- 2005—2006: приглашённый профессор государственной безопасности в школе уголовной юстиции в Ратгерс-Ньюарке;
- 1996—1997: старший научный сотрудник британского министерства иностранных дел и по делам Содружества.

Является консультантом различных государственных и коммерческих структур. Почётный основатель и главный редактор журнала Global Crime.
С 1991 по 2006 год вёл ежемесячную колонку по вопросам безопасности на постсоветском пространстве для Jane's Intelligence Review. Вносит регулярный вклад по вопросам международной преступности и терроризма в различные издания группы Jane’s и Oxford Analytica. С июля 2011 года вёл регулярную колонку «Силовики и негодяи» в российской газете «Московские новости».
В мае 2016 года в России было опубликовано интервью Галеотти, посвящённое анализу деятельности структур российской внешней разведки на Западе в 2014—2016 годах. Общий вывод рассуждений Галеотти сводился к тому, что до высшего руководства России из-за иерархических бюрократических препон и предпочтительных комфортных ожиданий не доходят ценная информация и аналитические выкладки, собранные российскими разведчиками в странах Запада. С этими тенденциями Галеотти связывает ошибочный прогноз Кремля по части консолидированной позиции Запада и длительности антироссийских санкций Евросоюза в связи с аннексией Крыма к РФ, возможности дальнейшего удержания Украины в сфере российского влияния и другим актуальным проблемам международной политики.

## Мнение о России
В своей книге «Воры» Галеотти пишет:

...  Путин  — последний советский лидер, последний Homo soveticus во главе страны. Затем мы увидим новое поколение во власти. Это не произойдет завтра, это не произойдет через 10 лет. [...] В конечном итоге Россия вернется в Европу.